# Tatort: Böser Boden
Böser Boden ist ein Fernsehfilm aus der Krimireihe Tatort, der für den Norddeutschen Rundfunk produziert wurde und am 26. November 2017 seine Erstausstrahlung hatte. Es ist die 1037. Folge der Reihe und der achte Fall von Kriminalhauptkommissar Thorsten Falke.

## Handlung
Der iranische Ingenieur Arash Naderi wird vor einer niedersächsischen Erdgas-Förderanlage tot aufgefunden – er wurde brutal zusammengeschlagen und zusätzlich mit einer Tüte zum Ersticken gebracht. Kommissar Thorsten Falke und seine Kollegin Julia Grosz ermitteln im Umfeld militanter Umweltschützer und einer zutiefst gespaltenen Dorfgemeinschaft.
Wie Falke und Grosz herausfinden, transportierte Naderi als LKW-Fahrer eines Fracking-Unternehmens hochgiftige Stoffe, die bei der umstrittenen Gasfördermethode anfallen, und wurde daher in der Zeit vor seinem Tod von Bauern und Öko-Aktivisten aus der Gegend bedrängt. Deren Rädelsführer Jan Kielsperg war bereits öfter in Konflikt mit dem Verfassungsschutz geraten. Regelmäßig veranstaltet er Treffen in seiner Scheune und ist bekannt dafür, Leute aufzuhetzen. Falke und Grosz finden bald heraus, worum es bei diesen konspirativen Treffen geht: Die Bauern planen Kampagnen gegen Fracking und Erdgasförderung. Auch die zur Unterstützung von Falke und Grosz aktiven örtlichen Polizisten sind selbst überzeugte Frackinggegner und geraten deswegen immer wieder mit den beiden Bundespolizisten aneinander.
Die durch ihre fahlen Gesichter, Hautausschläge und stumpfes Haar auffallenden Dorfbewohner geben mit ihrem gefühlslosen und zunehmend aggressiven Auftreten den Ermittlern Rätsel auf. Auch die Gegend mit dem See, dem Wald und dem morastigen Land erscheint ungesund und verrottet. Der Wissenschaftler Henry Fohlen vom niedersächsischen Amt für Bergbau will das Ermittler-Duo deshalb mit seinem mobilen Labor unterstützen. Die Untersuchung ergibt tatsächlich, dass der See hochgradig mit Giftstoffen belastet ist und alle, die in letzter Zeit darin gebadet haben, krank wurden. Henry Fohlen muss dies am eigenen Leib spüren und schließt nicht aus, dass die Giftzusammensetzung die Blut-Hirn-Schranke überwindet und zu Wesensveränderungen der Betroffenen führt.
Immer stärker kristallisiert sich heraus, dass das Opfer nicht allein durch seine Herkunft, sondern durch seinen Job zur Zielscheibe wurde. Dabei hatte er nicht nur die Dorfbevölkerung gegen sich, sondern auch seinen Arbeitgeber. Nach Aufzeichnungen, die Falke und Grosz zugespielt werden, hatte das Opfer begonnen, belastendes Material gegen die Raffinerie zu sammeln, das beweist, dass giftige Stoffe illegal in alte Bohrlöchern geleitet wurde. Zudem hatte er auch den Zorn seines Bruders auf sich gezogen. Hamed Naderi gibt ihm indirekt die Schuld an der Nervenkrankheit seines jüngsten Sohnes, da er für den Konzern gearbeitet hat, der für die Gifte verantwortlich ist. Als sich die Lage bedrohlich zuspitzt und die ganze Familie Naderi zur Zielscheibe der Wut der Bevölkerung wird, gibt er Falke und Grosz gegenüber zu, seinen Bruder auf dem Weg zur Arbeit abgefangen und mit einem Wagenheber malträtiert zu haben. Falke erklärt ihm, dass er seinen Bruder mit den Schlägen nicht getötet hat, aber wenn er zu ihm zurückgekommen wäre, er ihn hätte retten können: Die hilflose Lage von Arash Naderi ausnutzend hatte eines der ebenfalls wesensveränderten Kinder von Jan Kielsperg dem Kraftfahrer eine Plastiktüte über den Kopf gezogen, sodass er erstickte.
Einen Nebenschauplatz stellt das Verhältnis von Falke zu seinem in der Hamburger Drogenszene hängenden Sohn dar. Einmal verschwindet Falke einfach, ohne seine gnadenlos rationale Kollegin zu informieren, um seinen Sohn bei einem Clubkonzert zu suchen. Dieses Verhalten belastet das Vertrauensverhältnis zwischen Falke und Grosz.

## Hintergrund
Der Film wurde vom 11. Oktober 2016 bis zum 9. November 2016 in Hamburg, Dollbergen und Niedersachsen gedreht.
Bei einem Clubkonzert spielt AnnenMayKantereit live ihr Stück „Oft gefragt“, das auch im weiteren Verlauf des Films mehrfach wiederholt angespielt wird.
Im Landkreis Rotenburg (Wümme), wo der Film spielt, wird ein erheblicher Teil des deutschen Erdgases gefördert. Im Jahr 2015 war hier mit 1,2 Mrd. m3 Rohgas das förderstärkste Gasfeld. 2016 wurde über Untersuchungen durch das epidemiologische Krebsregister des Niedersächsischen Landesgesundheitsamtes über Krebserkrankungen im Zeitraum von 2003 bis 2012 berichtet, wonach beispielsweise in der Gemeinde Bothel die Zahl an Blut- und Lymphdrüsenkrebs erkrankter Männer doppelt so hoch wie der Durchschnitt war, in Rotenburg selbst lag die Zahl 30 % über dem Durchschnitt. Auch in Wittorf kam es zu Protesten von Anwohnern gegen Fracking. Seitens des Landesamtes für Bergbau, Energie und Geologie in Clausthal-Zellerfeld wurden 2016 Immissionsmessungen durchgeführt.

## Rezeption

### Einschaltquote
Die Erstausstrahlung von Böser Boden am 26. November 2017 wurde in Deutschland von 7,99 Millionen Zuschauern gesehen und erreichte einen Marktanteil von 21,8 % für Das Erste.

### Kritiken
Die Kritiken zu dieser Tatortepisode waren zum großen Teil negativ. Thomas Gehringer meinte bei Tittelbach.tv: „Der ‚Tatort – Böser Boden‘ […] zitiert das Zombie-Genre, mit ausdrucksstarken, zum Teil karikaturenhaften Figuren (ein Fest für die Maskenbildner). Die Anleihen beim Fantasyhorror sind reizvoll umgesetzt, wirken aber im typischen Krimi-TV-Realismus häufig wie Fremdkörper. Der Mix ergibt kein überzeugendes Ganzes. Auch weil der Fall unübersichtlich und wenig glaubwürdig konstruiert ist.“

„Dieser 'Tatort' laviert sich ungeschickt um seine großen Themen herum. Überhaupt gerät die Erzählung beständig ins Eiern, auch in eigentlich unverfänglichen Momenten. Es gibt ein paar unglücklich inszenierte Ortswechsel.“

„[…] die Bundespolizisten Julia Grosz […] und Torsten Falke […] kämpfen sich durch einen Fall, in dem Horror mit Krimi vermischt wird, und weil sowieso alles mit allem vermischt wird, entsteht Brei. Die ungewohnten Gruselmomente werden vermengt mit Tatort-Augenblicken ranzigster Art, der Kommissar sagt Kommissar-Sätze aus den Achtzigern: 'Irgendwas stimmt hier nicht.' […] Der Tatort hier ist eher ein Albtraum.“

„«Böser Boden» hat in seinen stärksten Momenten Ansätze eines Meisterstreichs. Er spielt mit unserem Verstand und vermengt Genres so leichthin, dass sich der Boden dreht: Mal ist er Umweltfilm, mal Horrorstreifen, im Vorübergehen streift man den Kannibalismus und mehr der alten Märchen, die im Menschen wirksam sind.“